# Saison 2015-2016 de l'Atlético de Madrid
Maillots
Chronologie
Saison précédente Saison suivante
La saison 2015-2016 de l'Atlético de Madrid est la 85e saison du club.

## Résumé
Le 22 août 2015, en ouverture du championnat, l'Atlético signe sa première victoire de la saison grâce à un but sur coup franc d'Antoine Griezmann.
Le 30 août 2015, lors de la 2e journée du championnat, l'Atlético va à Séville pour rencontrer le FC Séville et gagne 3-0 grâce aux buts de Koke, Gabi et Jackson Martínez.

## Finale de la Ligue des Champions
| 28 mai 2016 | Real Madrid                                                                    | 1 - 1 ap          | Atlético Madrid                    | San Siro, Milan              |                              |
| 20h45 CEST  | Ramos 15e                                                                      | (1 - 0, 1 - 1)    | 79e Carrasco                       | Arbitrage : Mark Clattenburg | Arbitrage : Mark Clattenburg |
| 20h45 CEST  | Carvajal 11e · Navas 47e · Casemiro 79e · Ramos 90+3e · Danilo 93e · Pepe 112e | Rapport           | 61e Torres · 90+3e Gabi ·          | Arbitrage : Mark Clattenburg | Arbitrage : Mark Clattenburg |
| 20h45 CEST  | Vázquez · Marcelo · Bale · Ramos · Ronaldo                                     | Tirs au but 5 - 3 | Griezmann · Gabi · Saúl · Juanfran | Arbitrage : Mark Clattenburg | Arbitrage : Mark Clattenburg |

## Statistiques

### Statistiques individuelles

#### Statistiques des buteurs
| Place   | Nom                   | Liga | Coupe du Roi | Ligue des champions | TOTAL des buts |
| 1       | Griezmann             | 1    |              |                     | 1              |
| 1       | Koke                  | 1    |              |                     | 1              |
| 1       | Gabi                  | 1    |              |                     | 1              |
| 1       | J.Martínez            | 1    |              |                     | 1              |
| Détails | 4 buteurs colchoneros | 4    |              |                     | 4              |

#### Statistiques des passeurs
| Place   | Nom                    | Liga | Coupe du Roi | Ligue des champions | TOTAL des passes |
| 1       | Griezmann              | 2    |              |                     | 2                |
| 2       | Tiago                  | 1    |              |                     | 1                |
| Détails | 2 passeurs colchoneros | 3    |              |                     | 3                |